# Стульчин Віктор Юрійович
Віктор Юрійович Стульчин (нар. 2 лютого 1956) — радянський та український футболіст, нападник та півзахисник. Майстер спорту СРСР (1974).

## Кар'єра гравця
Футболом розпочав займатися у СДЮШОР «Зоря» (Ворошиловград), перший тренер — В.І. Коваленко. Потім продовжив навчання в луганському спортінтернаті під керівництвом тренерів В.Я. Фісенка та Ю.М. Ращупкіна. Переможець республіканського турніру на приз «Шкіряний м'яч» 1970 року у складі дитячої команди «Горішок». Дорослу футбольну кар'єру розпочав в аматорському клубі «Авангард» (Ровеньки). У 1973 році повернувся до «Зорі», але виступав виключно за дублюючий склад ворошиловградців. З наступного сезону почав залучатися до матчів першої команди, в складі якої дебютував 2 травня 1974 року в нічийному (1:1) домашньому поєдинку 4-о туру Вищої ліги проти кишинівського «Ністру». Віктор вийшов на поле на 66-й хвилині, замінивши Володимира Абрамова. Дебютним голом у складі ворошиловградців відзначився 27 травня 1974 року на 71-й хвилині переможного (4:0) домашнього поєдинку 1/8 фіналу кубку СРСР проти алматинського «Кайрату». Стульчин вийшов на поле в стартовому складі та відіграв увесь матч. Вперше у Вищій лізі відзначився 31 травня 1974 року на 75-й хвилині переможного (2:0) домашнього поєдинку 8-о туру проти львівських «Карпат». Віктор вийшов на поле в стартовому складі та відіграв увесь матч. У команді відіграв 6 сезонів, ща цей час у Вищій лізі провів 78 матчів та відзначився 6-а голами, ще 8 матчів (1 гол) провів у кубку СРСР.
У 1978 році призваний на військову службу, яку проходив у команді СКА (Ростов-на-Дону). Дебютував за команду 25 березня 1978 року в переможному (2:0) домашньому поєдинку 1/16 фіналу кубку СРСР проти одеського «Чорноморця». Стульчин вийшов на поле в стартовому складі та відіграв увесь матч. У Першій союзній лізі дебютував за СКА 9 квітня 1978 року в нічийному (0:0) домашньому поєдинку 1-о туру проти ярославльського «Шинника». Віктор вийшов на поле в стартовому складі та відіграв увесь матч. Вперше в футболці «армійців» відзначився 2 липня 1978 року на 6-й хвилині переможного (3:1) домашнього поєдинку 20-о туру Першої ліги проти кемеровського «Кузбасу». Стульчин вийшов на поле в стартовому складі та відіграв увесь матч. У сезоні 1978 року допоміг СКА стати срібним призером Першої ліги. Віктор провів 25 матчів та відзначився 1 голом, ще 1 поєдинок відіграв у кубку СРСР. Наступного сезону, коли колектив з Ростова-на-Дону виступав у Вищій лізі, на поле виходив дуже рідко (5 матчів), виступаючи переважно за дубль «армійців», за який відзначився 4-а голами. По завершенні служби залишив СКА.
У 1980 році повернувся до «Зорі». Дебютував за ворошиловградську команду 25 лютого 1980 року в переможному (3:2) домашньому поєдинку групи 2 кубку СРСР проти кемеровського «Кузбасу». Стульчин вийшов на поле в стартовому складі та відіграв увесь матч. У чемпіонаті СРСР ворошиловградці на той час вже опустилися до Першої ліги. В цьому турнірі дебютував за ворошиловградців 31 березня 1980 року в переможному (3:1) домашньому поєдинку 1-о туру Першої ліги проти свердловського «Уралмашу». Віктор вийшов на поле в стартовому складі та відіграв увесь матч. Дебютним голом за ворошиловградців відзначився 8 липня 1980 року на 78-й хвилині (реалізував пенальті) переможного (4:0) домашнього поєдинку 21-о туру проти «Гурії». Стульчин вийшов на поле в стартовому складі, а на 80-й хвилині його замінив Віктор Галустов. У футболці зорі виступав 3 сезони, 2 з яких був гравцем основного складу. Загалом у складі ворошиловградського колективу у Першій лізі провів 101 матч та відзначився 13-а голами, ще 14 матчів (4 голи) провів у кубку СРСР.
У 1983 році приєднавдся до «Суднобудівника», який виступав у Другій лізі СРСР, в якій зіграв 36 матчів та відзначився 12-а голами. У 1984 році повернувся в Ровеньки, де знову став гравцем місцевого «Авангарду», який на той час виступав під назвою «Сокіл» виступав у чемпіонаті УРСР. Захищав кольори команди з Ровеньків протягом багатьох років. У 1990 році підсилив єнакієвський «Південьсталь», проте вже наступного року повернувся до «Сокола». Потім виступав у чемпіонаті Донецької області: з 1992 по 1993 рік — у «Станкоротор» (Іванівка). У 1994 році перейшов у луганський «Шахтар», який виступав у чемпіонаті Луганської області.

## Стиль гри
|  | Володів прекрасними фізичними даними, хорошою швидкістю. У «Зорі» в основному грав на позиції лівого крайнього хавбека і «під нападником», був не менш талановитий свого партнера Сергія Андрєєва. Цей дует наводив страх на оборону суперника. |

## Досягнення
- Перша ліга чемпіонату СРСР
  -  Срібний призер (1): 1978

- Кубок СРСР
  -  Фіналіст (1): 1974

- Майстер спорту СРСР (1974)